# Oskar Kolberg

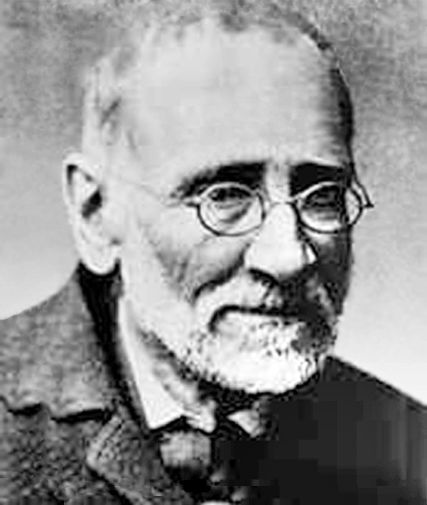
Oskar Kolberg

Henryk Oskar Kolberg, född 22 februari 1814 i Przysucha, död 3 juni 1890 i Kraków, var en polsk etnograf och kompositör.
Kolberg utgav Pieśni ludu polskiego (100 polska folkvisor med melodier, 1842; ny samling 1857). År 1879 hade han hunnit utge 28 delar (8 000 visor), som dock utgjorde endast hälften av hans insamlade material. Särskilt hans undersökningar om melodiernas ursprung har stor betydelse för den vetenskapliga forskningen. Han komponerade en opera, Wieslaw, en operett samt några häften polska nationaldanser och fantasier över folkmelodier.